# Trude Marzik

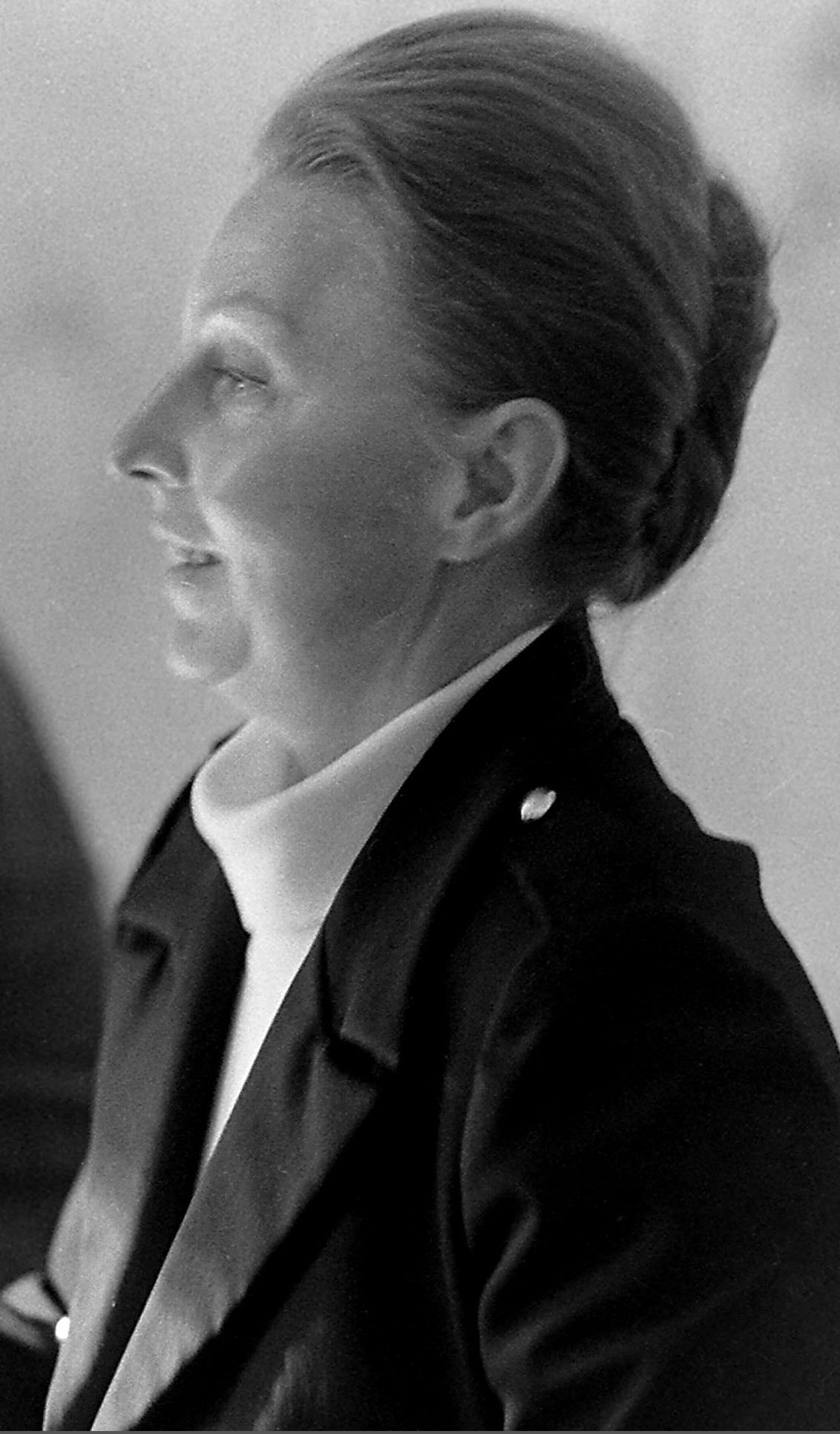
Trude Marzik (1974)

Edeltrud „Trude“ Marzik (* 6. Juni 1923 in Wien; † 11. Dezember 2016 ebenda) war eine österreichische Erzählerin und Lyrikerin.

## Leben
Bereits während ihrer ersten Schuljahre schrieb Trude Marzik Gedichte. An der Universität Wien studierte sie bis zum Jahr 1945 Anglistik und Germanistik, konnte das Studium aber infolge des durch das Kriegsende unterbrochenen Studienbetriebs nicht abschließen.
Während ihrer Studienzeit nahm sie nebenbei privaten Schauspielunterricht und machte 1944 die Bühnenreifeprüfung. In der Nachkriegszeit verdiente sich Marzik ihr Geld zunächst durch Kabarett-Auftritte bei Fred Kraus und im Lieben Augustin bei Fritz Eckhardt. Später suchte sie sich eine Anstellung bei der Fluggesellschaft Pan Am. Der Beruf und die Geburt ihres Sohnes ließen ihr zunächst wenig Zeit zum Schreiben. Erst als der Sohn erwachsen war, entstanden wieder regelmäßig Gedichte. Als „Schicksalsgedicht“ bezeichnete sie selbst die Verse „Mei Bua“, die sie zum ersten Mal auf der Hochzeit ihres Sohnes vortrug und die sie spontan Heinz Conrads schickte. Ebenso spontan und mit großem Erfolg las er sie in einer seiner Sendungen. Der ORF bezeichnete das später als ihren „Durchbruch“, durch den sie weithin bekannt wurde.

## Werk
1971 unterschrieb sie für Aus der Kuchlkredenz ihren ersten Vertrag bei Zsolnay. Es folgte eine Reihe von Gedicht- und Prosabänden, alle ausgezeichnet mit liebevollem Humor und Wiener Charme. Die 13., erweiterte Auflage der Kuchlkredenz wurde 1996 zum Goldenen Buch des Hauptverbandes des österreichischen Buchhandels erklärt.
Mit ihrem autobiographischen Werk Geliebte Sommerfrische (1994) setzte sie sowohl dem Phänomen der Sommerfrische als auch den niederösterreichischen Kamptal-Sommerfrische-Orten Plank und Kamegg, wo sie einige Sommer verbrachte, sowie Gars, das sie nur mehrmals besuchte, ein literarisches Denkmal. Im Waldviertel wurde ein 15 km langer Wanderweg nach ihr benannt.
In ihrem Buch Parallelgedichte (1973) übersetzte sie Lyrik von Goethe, Eichendorff, Rilke, Kästner und Brecht ins Wienerische. Ihre Gedichtbände sind vorwiegend in Mundart. Der Roman Romeo Spätlese ist eine heitere Romeo-und-Julia-Geschichte, die im Altersheim spielt. 2000 blickte Trude Marzik in Am Anfang war die Kuchlkredenz zurück auf beinahe 30 Jahre als Autorin. Rechtzeitig zum 80. Geburtstag der Autorin erschienen 2003 „Schlichte Gedichte“.

Ihre letzte Ruhestätte befindet sich auf dem Hernalser Friedhof (Gruppe 37, Nummer 27) in Wien. 

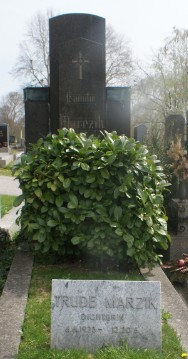
Grabstätte von Trude Marzik

## Publikationen
- Aus der Kuchlkredenz. Gedichte aus Wien. Mit Fotos aus Wien von Franz Hubmann, Paul Zsolnay Verlag, Wien 1971, ISBN 3-552-02328-3. (13. erweiterte Auflage 1996, ISBN 3-552-04815-4)
- Parallelgedichte. Mit Illustrationen von Rudolf Angerer. Zsolnay, Wien 1973, ISBN 3-552-02531-6.
- Zimmer, Kuchl, Kabinett. Leben in Wien. Zsolnay, Wien 1976, ISBN 3-552-02828-5. (Neuauflage 1998)
- Das g'wisse Alter. Gedichte. Zsolnay, Wien 1979.
- A Jahr is bald um. Gedichte. Zsolnay, Wien 1981.
- Die Zeit ändert viel. Zsolnay, Wien 1983.
- Hochzeitsreise '45. Zsolnay, Wien 1984. (Neuauflage 1995)
- Mizzi – ein Mädel aus der Vorstadt. Zsolnay, Wien 1985.
- Hin und wieder. Gedichte. Zsolnay, Wien 1985.
- Ehrlich gestanden. Kleine Plaudereien über Fragen, die immer wiederkehren. Zsolnay, Wien 1988.
- Wiener Melange. Gedichte. Zsolnay, Wien 1990, ISBN 3-552-04208-3. (Neuauflage 1997)
- Weihnachten mit Trude Marzik. Geschichten/Gedichte. Mit Illustrationen von Birgitta Heiskel. Zsonnay, Wien 1992, ISBN 3-552-04427-2. (Neuauflage 1997)
- Was ist schon dabei, wenn man älter wird. Gedichte, Zsolnay, Wien 1993, ISBN 3-552-04525-2. (5. Auflage. 1997)
- So lustig wie's geht. Gedichte. Zsolnay, Wien 1995, ISBN 3-552-04722-0.
- Romeo Spätlese. Roman. Zsolnay, Wien 1998, ISBN 3-552-04881-2.
- Am Anfang war die Kuchlkredenz. Gedichte und Geschichten. Zsolnay, Wien 2000, ISBN 3-552-05336-0.
- Schlichte Gedichte. Zsolnay, Wien 2003, ISBN 3-552-05222-4.
- Mütter und Großmütter. Gedichte und Geschichten. Zsolnay, Wien 2005, ISBN 3-552-05336-0.
- Meine Lieblingsgedichte. Zsolnay, Wien 2008, ISBN 978-3-552-05428-8.

## Auszeichnungen
- 2008: Buchpreis der Wiener Wirtschaft (8.000 Euro)[5]